# O Fraco do Sexo Forte
O Fraco do Sexo Forte é um filme brasileiro de 1973, com direção de Osíris Parcifal de Figueroa.

## Elenco[1]
- Hugo Bidet
- Miguel Borges
- Henriqueta Brieba
- Joana D'Arc
- Michel Espírito Santo
- Wilson Grey
- Joseph Guerreiro
- Márcio Hathay
- Ilonya Komesaroff
- Névio Macedo
- Edgar Martorelli
- Lúcia Regina
- Fernando Reski
- Samantha
- Miriam Souza
- Aurélio Tomassini
- Meiry Vieira
- Zacarias… (como Mauro Gonçalves)